# ایانار کویلادی
ایانار کویلادی (به لاتین: Aiyanaar Koayiladi) یک منطقهٔ مسکونی در سری‌لانکا است که در استان شمالی (سری‌لانکا) واقع شده‌است.